# Chalastra cinerascens
Chalastra cinerascens är en fjärilsart som beskrevs av Felder 1874. Chalastra cinerascens ingår i släktet Chalastra och familjen mätare. Inga underarter finns listade i Catalogue of Life.